# دانشکده دامپزشکی دانشگاه فردوسی مشهد
دانشکده دامپزشکی دانشگاه فردوسی مشهد در سال ۱۳۷۰ به صورت رسمی کار خود را با پذیرش ۴۸ دانشجو در مقاطع کاردانی و دکتری حرفه‌ای دامپزشکی آغاز کرد. دانشجویان این دانشکده در حال حاضر در قالب شش رشته دکتری تخصصی و دکتری عمومی، پنج رشته دستیاری، هفت رشته کارشناسی ارشد و دو رشته کارشناسی پیوسته علوم آزمایشگاهی و بهداشت مواد غذایی مشغول به فعالیت هستند. ساختمان دانشکده دامپزشکی در محوطه پردیس دانشگاه و در فضایی بالغ بر ۱۶ هزار متر مربع مورد بهره‌برداری قرار گرفته و دارای فضاهای آموزشی، پژوهشی، اداری، کتابخانه، و آزمایشگاه‌های متعدد (آناتومی، آسیب‌شناسی، بافت‌شناسی، فارماکولوژی، فیزیولوژی، ایمنی‌شناسی، آبزیان، بهداشت و مواد غذایی، بیوتکنولوژی، بیوشیمی، پاتولوژی، میکروبیولوژی، ویروس‌شناسی و انگل‌شناسی) می‌باشد.

## گروه‌های آموزشی
- گروه علوم پایه
- گروه پاتوبیولوژی
- گروه بهداشت مواد غذایی و آبزیان
- گروه علوم درمانگاهی، بهداشت و پیشگیری از بیماری‌های دامی